# Pararaphidoglossa adulescentula
Pararaphidoglossa adulescentula är en stekelart som beskrevs av Giordani Soika 1978. Pararaphidoglossa adulescentula ingår i släktet Pararaphidoglossa och familjen Eumenidae. Inga underarter finns listade i Catalogue of Life.